# So Hee-jung
So Hee-jung (en hangul, 소희정; nacida el 28 de mayo de 1973) es una actriz surcoreana. Debutó en teatro en 1994, y desde entonces ha aparecido también en cine y series de televisión. Obtuvo reconocimiento por sus papeles secundarios en The K2 (2016), Bossam: Steal the Fate (2021), Veinticinco, veintiuno y Shooting Stars (2022). Ha actuado en películas como Sunny (2011) e Intruder (2020).

## Educación
So Hee-jung estudió en el Departamento de Teatro en la Escuela de Graduados de la Universidad de Dongguk y se graduó en la Universidad de Suwon, Departamento de Teatro y Cine.

## Carrera
So Hee-jung comenzó su carrera en teatro, hizo su debut en televisión en 2006, y en cine en 2011. Apareció en la película Sunny (2011) y en las series de televisión Angry Mom (2015), My Father Is Strange (2017), Psychopath Diary (2019), No Matter What y Kairos (2020).
El 5 de febrero de 2022 firmó un contrato de representación exclusivo con la agencia EL Park.
En ese mismo año participó en la serie de televisión romántica Veinticinco, veintiuno, como la madre del personaje principal. La producción fue una de las series coreanas de mayor audiencia en la historia de la televisión por cable. También en 2022 apareció en la comedia romántica Shooting Stars de tvN, con el personaje del ama de llaves, y participó asimismo en la serie Eve de tvN.

## Filmografía

### Cine
| Año  | Título                 | Papel                               | Notas              | Ref.   |
| ---- | ---------------------- | ----------------------------------- | ------------------ | ------ |
| 2011 | Sunny                  | Maestra                             |                    | [ 8 ]  |
| 2012 | Stateless Things       | Sook-in                             |                    | [ 8 ]  |
| 2013 | Happiness for Sale     | Mujer casada                        |                    | [ 9 ]  |
| 2013 | Virus                  | Maestra                             |                    | [ 9 ]  |
| 2014 | Plan Man               | Kyeong-mi                           |                    | [ 10 ] |
| 2014 | The Stone              | Kyeong-ja                           |                    | [ 10 ] |
| 2014 | Tazza: The Hidden Card | Pareja de juego de la casa Kko-jang |                    | [ 10 ] |
| 2015 | Twenty                 | Madre de kyung-jae                  |                    | [ 10 ] |
| 2015 | The Sound of a Flower  | Dama de la corte                    |                    | [ 11 ] |
| 2016 | Don't Forget Me        | Psiquiatra                          |                    | [ 11 ] |
| 2017 | The King               | Madre de ji-min                     |                    | [ 11 ] |
| 2018 | Golden Slumber         | Madre en casa                       |                    | [ 12 ] |
| 2018 | On Your Wedding Day    | Madre de Woo-yeon                   | Aparición especial | [ 12 ] |
| 2019 | Birthday               | Madre de Seok-won                   |                    | [ 12 ] |
| 2019 | Miss & Mrs. Cops       | Madre de Seo-jin                    |                    | [ 12 ] |
| 2019 | Man of Men             | Directora del sanatorio             |                    | [ 12 ] |
| 2020 | Intruder               | Jeong-im                            |                    | [ 13 ] |
| 2020 | Vivo                   | Madre de Joon- woo                  |                    | [ 13 ] |

### Series de televisión
| Año     | Título                                 | Papel                             | Notas                          | Ref.   |
| ------- | -------------------------------------- | --------------------------------- | ------------------------------ | ------ |
| 2006    | Smile Again                            | Ma Sook-hyang                     |                                | [ 8 ]  |
| 2011    | I Need Romance                         | Ginecóloga                        |                                | [ 8 ]  |
| 2011    | Ojakgyo Family                         | Amiga de Nam Yeo-wool             |                                | [ 8 ]  |
| 2011    | Special Affairs Team TEN               | Usurera                           |                                | [ 8 ]  |
| 2012    | Moon Embracing the Sun                 | Dama de compañía                  |                                | [ 8 ]  |
| 2012    | Man from the Equator                   | Profesora universitaria           |                                | [ 8 ]  |
| 2012    | Queen and I                            | Psiquíatra                        |                                | [ 8 ]  |
| 2012    | Big                                    | Madre de Ji-min                   |                                | [ 8 ]  |
| 2012    | Reply 1997                             | Escritora sénior                  |                                | [ 9 ]  |
| 2012-13 | Only Because It's You                  |                                   |                                | [ 9 ]  |
| 2012-13 | Seoyoung, My Daughter                  | Jo Myeong-soon                    |                                | [ 9 ]  |
| 2012    | The Third Hospital                     | Paciente con lesión cerebral      |                                | [ 9 ]  |
| 2012    | Innocent Man                           | Mujer que se enamora de Kang Maru |                                | [ 9 ]  |
| 2013    | Their Perfect Day                      |                                   | Drama Special, temp. 3, ep. 24 | [ 9 ]  |
| 2013    | The Queen of Office                    | Presentadora de programa ventas   |                                | [ 9 ]  |
| 2013    | Ugly Alert                             |                                   |                                | [ 9 ]  |
| 2013    | Don't Look Back: The Legend of Orpheus | Kim Young-joo                     |                                | [ 9 ]  |
| 2013    | Two Weeks                              | Señora Jeong                      |                                | [ 9 ]  |
| 2013    | The Eldest                             |                                   |                                | [ 9 ]  |
| 2013    | Secret Love                            | Oficial de prisiones              |                                | [ 9 ]  |
| 2013    | The Heirs                              | Kim Yeong-joo                     |                                | [ 10 ] |
| 2014    | Inspiring Generation                   | Mok Po-daek                       |                                | [ 10 ] |
| 2014    | 12 Years Promise                       |                                   |                                | [ 10 ] |
| 2014    | Everybody Say Kimchi                   | Productora Park Kyeong-eun        |                                | [ 10 ] |
| 2014    | Blade Man                              | Mamá pequeña                      |                                | [ 10 ] |
| 2014    | Love & Secret                          | Enfermera Min Yeong-hee           |                                | [ 10 ] |
| 2014    | Punch                                  | Esposa del conductor del autobús  |                                | [ 10 ] |
| 2015    | Angry Mom                              | Madre de Yi-kyung                 |                                | [ 14 ] |
| 2015    | Divorce Lawyer in Love                 | Jo Sin-hee                        | Aparición especial             | [ 10 ] |
| 2015    | What Is the Ghost Up To?               | Madre de Goo Cheon-dong           | Drama Special, temp. 6, ep. 5  | [ 10 ] |
| 2015    | Yong-pal                               | Nun                               |                                | [ 10 ] |
| 2015    | All About My Mom                       |                                   |                                | [ 11 ] |
| 2015    | Cheo Yong                              | Médico forense                    | Temp. 2                        | [ 11 ] |
| 2015    | My First Time                          | Madre de Choi Hoon                |                                | [ 11 ] |
| 2016    | Happy Home                             | Oh Min-jeong                      |                                | [ 11 ] |
| 2016    | The K2                                 | Jefa del equipo médico JSS        |                                | [ 15 ] |
| 2016    | The Bacchus Lady                       | Nuera de Sevilo Song              |                                | [ 11 ] |
| 2016-17 | Solomon's Perjury                      | Madre de Woo-hyeok                |                                | [ 11 ] |
| 2017    | My Father Is Strange                   | Madre de Yoo-joo                  |                                | [ 16 ] |
| 2017    | The Guardians                          | Lee Eun-ja                        |                                | [ 17 ] |
| 2017    | The Lady in Dignity                    | Oh Poong-sook                     |                                | [ 17 ] |
| 2017    | Avengers Social Club                   |                                   |                                | [ 18 ] |
| 2017-18 | Reverse                                | Hong Cho-hee                      |                                | [ 12 ] |
| 2018    | Voice 2                                | Moo Mi-sook                       | Temp. 2                        | [ 19 ] |
| 2018    | Tale of Fairy                          | Madre de Jeong Yi-hyeon           |                                | [ 20 ] |
| 2019    | Hotel del Luna                         | Lee Se-yeong, esposa del médico   | Aparición especial, ep. 12     | [ 21 ] |
| 2019    | Doctor John                            | Hermana mayor de Yoo Ri-hye       | Episodios 17-20                | [ 22 ] |
| 2019    | When the Devil Calls Your Name         | Jeong Seon-sim                    |                                | [ 23 ] |
| 2019    | Welcome 2 Life                         | Joo Yeong-ok                      |                                | [ 24 ] |
| 2019    | Psychopath Diary                       | Na In-hye                         |                                | [ 25 ] |
| 2020    | Kairos                                 | Jung Hye-kyeong                   |                                | [ 26 ] |
| 2021    | Scripting Your Destiny                 | Yang Mi-soon                      |                                | [ 27 ] |
| 2021    | Bossam: Steal the Fate                 | Consorte real So-ui               |                                | [ 28 ] |
| 2021    | At a Distance, Spring Is Green         | Cha Jung-joo                      |                                | [ 29 ] |
| 2021-22 | The One and Only                       | Moon Young-ji                     |                                | [ 30 ] |
| 2022    | Veinticinco, veintiuno                 | Madre de Ji Seung-wan             |                                | [ 31 ] |
| 2022    | Shooting Stars                         | Kwon Myung-hee                    |                                | [ 32 ] |
| 2022    | Eve                                    | Kim Gye-yeong                     |                                | [ 33 ] |
| 2023    | Oasis                                  | Jeom Am-daek                      |                                | [ 34 ] |
| 2023    | Hermanos milagrosos                    | Cha Young-sook                    |                                | [ 35 ] |
| 2025    | The Queen Who Crowns                   | Dama de la corte Jeong            |                                | [ 36 ] |

### Series web
| Año  | Título                                    | Papel               | Plataforma   | Ref.   |
| ---- | ----------------------------------------- | ------------------- | ------------ | ------ |
| 2020 | The Temperature of Language: Our Nineteen | Kim Soon-myeong     | Naver        | [ 37 ] |
| 2021 | The Witch's Diner                         | Seo Ae-sook         | TVING        | [ 38 ] |
| 2021 | One Ordinary Day                          | Hong Ae-kyeong      | Coupang Play | [ 13 ] |
| 2022 | Miracle                                   | Madre de Lee So-rin | Wavve        | [ 13 ] |

### Teatro
| Año  | Título            | Papel   | Notas                                                  | Ref.   |
| ---- | ----------------- | ------- | ------------------------------------------------------ | ------ |
| 2007 | Knock Knock Knock | Madre   |                                                        | [ 39 ] |
| 2008 | Kiss              |         | Festival Internacional de Artes Escénicas de Seúl 2008 | [ 39 ] |
| 2009 | Three Sisters     | Natasha |                                                        | [ 39 ] |
| 2010 | Wife's Outing     | Nuera   |                                                        | [ 39 ] |